# Samuel Werelius
Samuel Werelius, född 4 april 1628 i Ingatorps församling, Småland, död 30 mars 1675 i Linköpings församling, Östergötlands län, var en svensk lektor.

## Biografi
Samuel Werelius föddes föddes 1628 i Ingatorps socken. Han var son till kyrkoherden Nicolaus Ingatorpensis i Ingatorps församling och Bothilda Olofsdotter. Werelius blev 1646 student vid Uppsala universitet och nämns i matrikeln för första gången 1647. Därefter studerade han vid universiteter utomland och avlade magisterexamen. Werelius blev 1670 lektor i latin vid Linköpings gymnasium. Han avled 1675 i Linköping och begravdes 9 maj samma år.

### Familj
Werelius gifte sig 18 mars 1673 med Beata Jönsdotter (1656–1734), dotter till kronofogden Jöns Andersson i Kinda och Ydre. De fick tillsammans barnen Nils Werelius (1673–1680), Johannes Werelius (1674–1675) och militären Samuel Werelius (född 1675). Efter Werelius död gifte Beata Jönsdotter om sig med kyrkoherden Johannes Aschanius i Rogslösa församling.